# 瓦滕沙伊德巴赫河

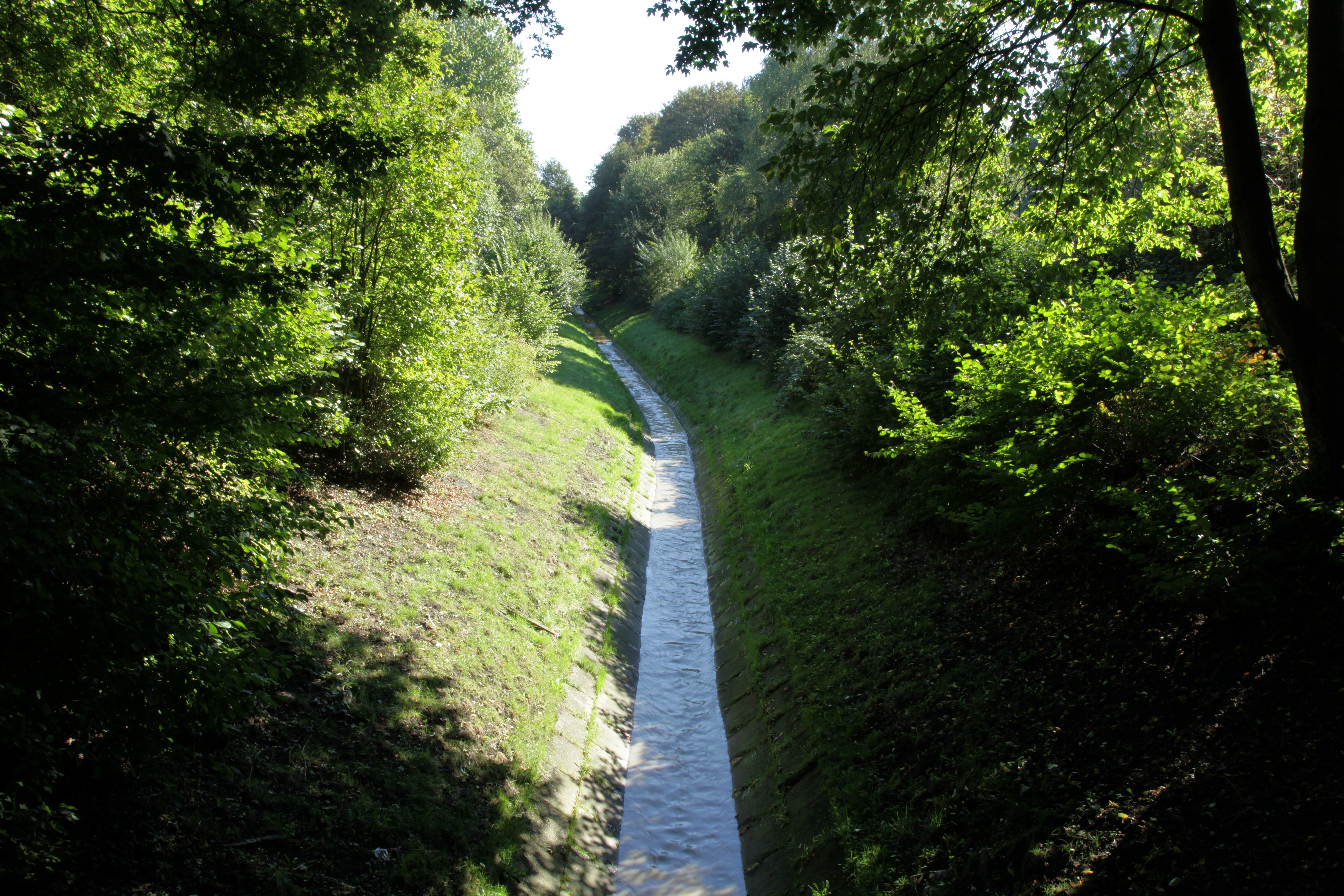
瓦滕沙伊德巴赫河

51°29′36″N 7°05′58″E / 51.493198°N 7.099451°E
瓦滕沙伊德巴赫河（德語：Wattenscheider Bach），是德國的河流，位於該國西部，處於北萊茵-威斯特法倫州，屬於施瓦茨巴赫河的右支流，河道全長7.5公里，流域面積9.9平方公里，河畔城鎮有波鴻和蓋爾森基興。